# Fyrverkeriolyckan i Enschede

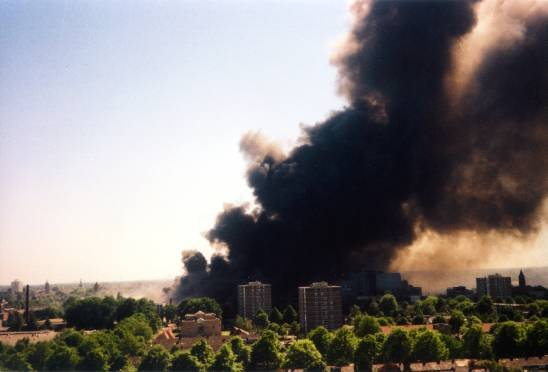
Grannskapet Roombeek i lågor

Fyrverkeriolyckan i Enschede var en katastrofal fyrverkeriexplosion som inträffade i SE Fireworks depå den 13 maj 2000, i den nederländska staden Enschede.
En okontrollerad brand bröt ut i SE Fireworks depå. Denna spred sig och utlöste slutligen en enorm explosion som dödade 23 människor (bland andra fyra brandmän) och skadade 947. Den största smällen kunde kännas hela 30 kilometer från olycksplatsen.
SE Fireworks var en stor importör av fyrverkerier från Kina och leverantör till popkonserter och större festevenemang i Nederländerna. Före olyckan hade företaget en god säkerhetshistorik och godkänts vid alla säkerhetskontroller.

## Skador
Ett område på 40 hektar runt fyrverkerilagret blev förött av explosionen. Runt 400 hus blev förstörda, 15 gator stacks i brand och 1 500 hem blev skadade. 1 250 människor blev hemlösa; i princip utplånades grannskapet Roombeek. Tio tusen invånare evakuerades, och de materiella skadorna överskred 450 miljoner €.

## Förlopp
Branden tros ha uppstått i arbetsområdet i centralbyggnaden där cirka 900 kg fyrverkerier hade lagrats. Branden spred sig sedan till två fulla containrar som hade ställts olagligt utanför byggnaden. En kedja av explosioner ledde så småningom till de stora detonationerna. När fyrverkeribunkern antändes detonerade 177 ton fyrverkerier, som nästan fullständigt förstörde området kring lagret. Nederländernas television avbröt direktsändningen av Eurovision Song Contest 2000 för att visa nyhetsförloppet. Den nederländska telefonröstningen i tävlingsprogrammet avbröts också för att frigöra kapacitet för larmtjänsterna.
En möjlig förklaring till olyckans skala är att arbetare av misstag lämnat branddörrar öppna. Möjligtvis hade bränderna och explosionerna kunnat begränsats om dörrarna varit stängda. Teoretiskt borde en explosion av den storleken varit högst osannolik eftersom fyrverkerierna var lagrade i bunkrar som specialutformats för att minimera risken.
Veckan före explosionen hade SE Fireworks genomgått en kontroll och mött alla officiella säkerhetskrav och fyrverkerierna hade importerats lagligt och godkänts som säkra av nederländska myndigheter. Många invånare i det drabbade Roombeek -— ett fattigt arbetarkvarter -- klagade över statligt icke-intresse och avsiktlig passivitet, och att katastrofen hade hängt i luften i väntan på att inträffa.

## Rättegångar
Brandorsaken har aldrig klargjorts officiellt. En möjlighet som utreddes var mordbrand; polisen i Nederländerna gjorde flera gripanden, men brandförsvaret hävdade att en oavsiktlig antändning genom en elektrisk kortslutning inte kunde uteslutas helt.
I april 2002 dömdes två chefer före företaget, Rudi Bakker och Willie Pater, till femton månaders fängelsestraff för brott mot miljö- och säkerhetsföreskrifter och handel med olagliga fyrverkerier. Dessutom fanns de skyldiga till en explosion med dödliga följder på grund av brottslig försumlighet.
I maj 2002 dömde domstolen i Almelo den 36-årige Andre de Vries till 15 års fängelse för mordbrand. De Vries blev  frikänd i Arnhems hovrätt maj 2003.
Totalt utdelades €8,5m i skadeståndsersättningar till offren för fabriksexplosionen. Enligt UPV, organisationen som ansvarar för fördelningen av ersättningarna hade 3 519 fordringar utvärderats: 300 fick kontanter för ådragna extrautgifter, 136 personer ersättning för inkomstbortfall, och 1 477 personer kompensation för hälsoproblem som uppstått i samband med olyckan.

## Nederländska brandsäkerhetsföreskrifter

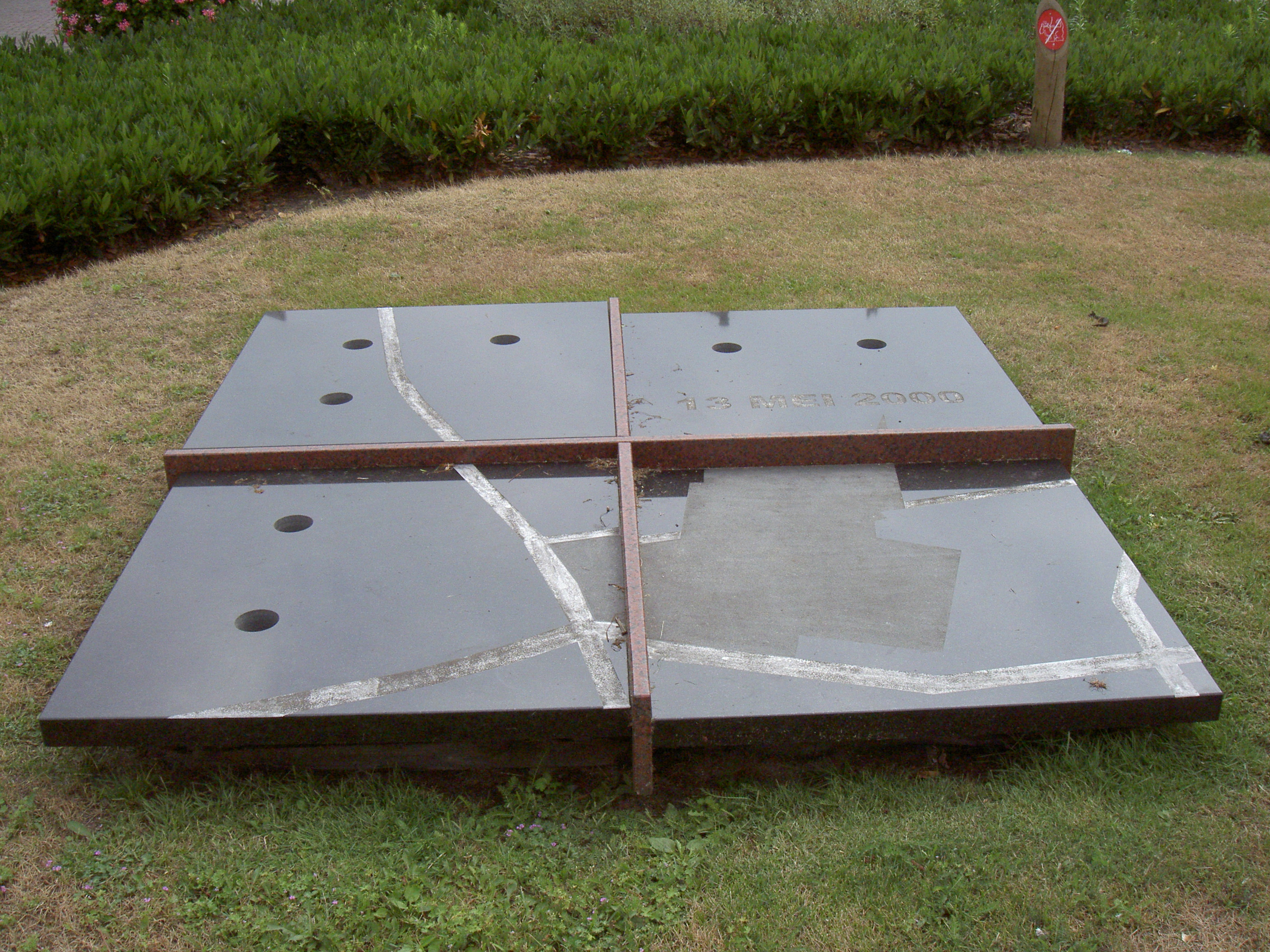
Ett minnesmärke efter katastrofen, som skildrar de förstörda områdena runt SE Fireworks.

Fyrverkeriolyckan har lett till skärpta säkerhetsföreskrifter i Nederländerna om lagring och försäljning av fyrverkerier. Grannskapet Roombeek, som förstördes vid explosionen, har återuppbyggts.

## Åminne
Flera årliga minnesstunder har hållits i Roombeek, sedan 2000 under ledning av borgmästaren Jan Mans, och som vanligtvis avslutas vid  Stroinksbleekweg. År 2004 var temat "hemkomst".